# Tv-vært
En tv-vært eller TV-vært (også kaldet en studievært, programvært eller fjernsynsvært; en kvindelig vært benævnes tilsvarende tv-værtinde, TV-værtinde, studieværtinde, programværtinde eller fjernsynsværtinde) introducerer og styrer fjernsynsudsendelser. Tv-værter fungerer ofte som ordstyrere ved debatter, tovholdere ved quizshows og kommentatorer ved sportsbegivenheder. Dog er tv-værter mest set som nyhedsoplæsere eller værter på realityshows.
De fleste tv-værter er uddannede journalister eller har en mediefaglig uddannelse, men nogle tv-værter udpeges også blandt uddannede skuespillere.

## Danske tv-værter
Herunder findes eksempler på danske tv-værter samt på den rolle, de har i den danske tv-branche:
- Poul Erik Skammelsen – TV 2 News og Dagens Dato
- Jes Dorph-Petersen – TV2
- Line Baun Danielsen – "Go'morgen Danmark" på TV 2
- Søren Ryge – "DR derude", DR1
- Kamilla Bech Holten – underholdningsvært på TV 2 (bl.a. "Den Store Klassefest", TV 2)
- Nanna Schultz Christensen – ungdomsvært hos DR (bl.a. "Boogie", DR1 og "Pigerne mod Drengene", DR1)
- Pelle Hvenegaard – underholdningsvært på TV 2 (bl.a. "Comedy Fight Club", TV 2 Zulu)
- Thomas Bense - spilekspert på Go' Morgen Danmark på TV 2 og Pixel.tv